# The Temptations Sing Smokey
The Temptations Sing Smokey è il secondo album del gruppo statunitense The Temptations, prodotto da Smokey Robinson, distribuito dalla Motown e pubblicato il 22 marzo 1965.
Il disco entra nella Billboard 200, la classifica di vendita degli album negli Stati Uniti, raggiungendo la posizione numero 35. Raggiunge inoltre la vetta degli album R&B, rimanendovi per un totale di diciotto settimane, di cui dodici consecutive.
AllMusic assegna all'album quattro stelle e mezzo su cinque.

## Tracce
Lato A
1. The Way You Do the Things You Do
2. Baby, Baby I Need You
3. My Girl
4. What Love Has Joined Together
5. You'll Lose a Precious Love
6. It's Growing

Lato B
1. Who's Lovin' You
2. What's So Good About Good Bye
3. You Beat Me to the Punch
4. Way Over There
5. You've Really Got a Hold on Me
6. (You Can) Depend on Me

## Classifiche
| Classifica (1965)         | Posizione massima |
| ------------------------- | ----------------- |
| Stati Uniti               | 35                |
| US Top R&B/Hip-Hop Albums | 1                 |